# Championnat des îles Caïmans de football 2011-2012
Navigation
Saison précédente Saison suivante
La saison 2011-2012 du Championnat des îles Caïmans de football est la trente-troisième édition de la première division aux Îles Caïmans, nommée CIFA National Premier League. Les huit formations de l'élite sont réunies au sein d'une poule unique où elles s'affrontent trois fois au cours de la saison. Le dernier du classement est relégué tandis que le 7e doit affronter le vice-champion de Division One en barrage de promotion-relégation. 
C'est le club de Scholars International qui remporte la compétition cette saison après avoir terminé en tête du classement final, avec deux points d’avance sur le tenant du titre, Elite SC et six sur Bodden Town FC. Il s’agit du huitième titre de champion des îles Caïmans de l'histoire du club, qui réalise même le doublé en s'imposant en finale de la Coupe des îles Caïmans face à George Town SC.

## Qualifications continentales
Cette saison, aucun club caïmanais ne se qualifie pour la phase de poules de la CFU Club Championship 2013.

## Les clubs participants
- Scholars International
- Roma FC
- Future SC
- Elite SC
- George Town SC
- Bodden Town FC
- Tigers FC
- Cayman Athletic SC - Promu de Division One

## Compétition
Le barème de points servant à établir le classement se décompose ainsi :
- Victoire : 3 points
- Match nul : 1 point
- Défaite : 0 point

### Classement
| Rang | Équipe                  | Pts | J  | G  | N | P  | Bp | Bc | Diff |
| ---- | ----------------------- | --- | -- | -- | - | -- | -- | -- | ---- |
| 1    | Scholars InternationalC | 48  | 21 | 14 | 6 | 1  | 49 | 15 | +34  |
| 2    | Elite SCT               | 46  | 21 | 13 | 7 | 1  | 49 | 16 | +33  |
| 3    | Bodden Town FC          | 42  | 21 | 13 | 3 | 5  | 56 | 28 | +28  |
| 4    | George Town SC          | 35  | 21 | 10 | 5 | 6  | 33 | 27 | +6   |
| 5    | Tigers FC               | 26  | 21 | 7  | 5 | 9  | 29 | 37 | -8   |
| 6    | Cayman Athletic SCP     | 17  | 21 | 4  | 5 | 12 | 23 | 45 | -22  |
| 7    | Roma FC                 | 11  | 21 | 3  | 2 | 16 | 14 | 49 | -35  |
| 8    | Future SC               | 8   | 21 | 1  | 5 | 15 | 14 | 50 | -36  |

|  | Champion des îles Caïmans 2011-2012                                                      |
|  | Participation au barrage de promotion-relégation                                         |
|  | Relégation en Division One                                                               |
|  | T : Tenant du titre C : Vainqueur de la Coupe des îles Caïmans P : Promu de Division One |

### Résultats

#### Barrage de promotion-relégation
Le 7e de Premier League, Roma FC, rencontre le vice-champion de Division One, Academy SC, pour se disputer la dernière place pour le championnat de première division de la saison suivante, le 13 mai 2012. Academy SC l'emporte sur le score de 3-0 et est promu en Premier League, prenant la place du Roma FC. 

## Bilan de la saison
| Championnat des îles Caïmans de football 2011-2012 |                                   |
| Champion                                           | Scholars International (8e titre) |
| Coupes et trophées                                 |                                   |
| Vainqueur de la Coupe des îles Caïmans 2011-2012   | Scholars International            |
| Qualifications continentales                       |                                   |
| CFU Club Championship 2013                         | Aucun                             |
| Promotions et relégations                          |                                   |
| Promus en CIFA National Premier League             | North Side SC                     |
| Promus en CIFA National Premier League             | Academy SC                        |
| Relégués en Division One                           | Future SC                         |
| Relégués en Division One                           | Roma FC                           |